# Праздники Норвегии
В этой статье представлен список праздников в Норвегии. Некоторые праздники являются рабочими днями.
| Дата                           | Название                  | Норвежское название            | Примечания |
| ------------------------------ | ------------------------- | ------------------------------ | --- |
| 1 января                       | Новый год                 | Første nyttårsdag              | |
| 7 недель до Пасхи              | Масленица                 | Fastelavn                      | |
| Четверг Страстной недели       | Великий четверг           | Skjærtorsdag                   | |
| Пятница Страстной недели       | Великая пятница           | Langfredag                     | |
| март/апрель                    | Пасха                     | Første påskedag                | В Норвегии Пасха празднуется в течение двух дней: в воскресенье и в следующий за ним понедельник.                                                                                             |
| Первый понедельник после Пасхи | Пасхальный понедельник    | Andre påskedag                 | |
| 1 мая                          | День труда                | Første mai                     | |
| 17 мая                         | День Конституции Норвегии | Syttende mai or Grunnlovsdagen | День утверждения норвежской конституции в 1814 году. |
| 39 дней после Пасхи            | Вознесение Господне       | Kristi himmelfartsdag          | |
| 49 дней после Пасхи            | День Святой Троицы        | Første pinsedag                | В Норвегии Троица празднуется в течение двух дней: в воскресенье сама Троица, а в следующий за ним понедельник — День Святого Духа.                                                           |
| 50 дней после Пасхи            | День Святого Духа         | Andre pinsedag                 | |
| 24 декабря                     | Сочельник                 | Julaften                       | В Сочельник норвежцы готовят традиционные блюда: блюда из свинины, колбаски, ребрышки ягненка, индейка (достаточно новая традиция), блюда из трески. К столу подаётся пиво, аквавит или вино. |
| 25 декабря                     | Рождество                 | Første Juledag                 | В Норвегии Рождество празднуется в течение трех дней. |
| 26 декабря                     | День Святого Стефана      | Andre juledag                  | |